# Czarny romantyzm

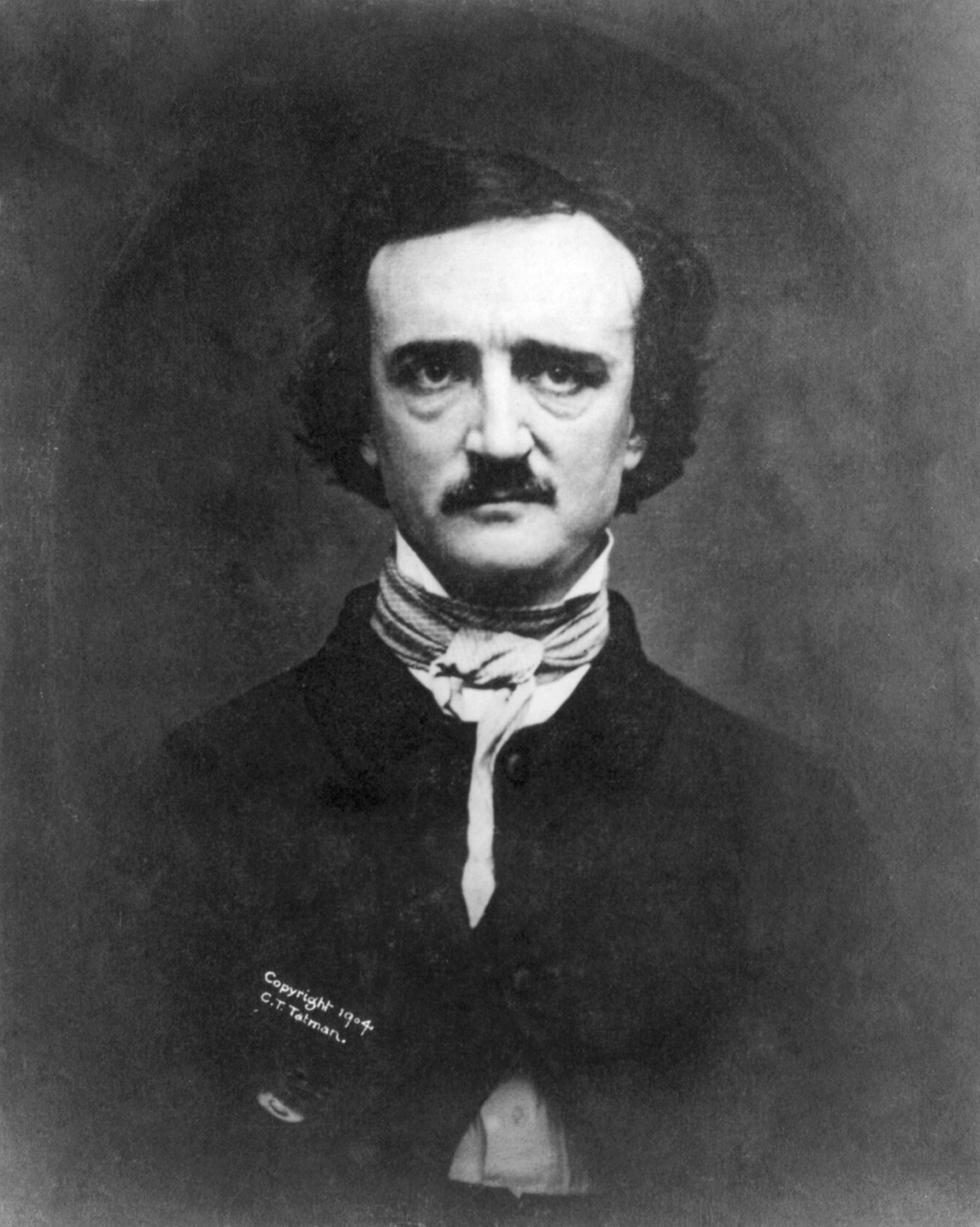
Edgar Allan Poe – przedstawiciel Czarnego Romantyzmu

Czarny romantyzm – prąd literacki zaliczany do romantyzmu, który zaistniał w roku 1793. Charakterystyczne dla nurtu były irracjonalizm i melancholia, z fascynacją dotyczącą tworzenia się ludzkiego szaleństwa i zła. Artyści i autorzy kierunku zajmowali się inną stroną romantyzmu, przy czym ich dzieła miały często ponury, przepełniony rezygnacją charakter.

## Pochodzenie
Termin „czarny romantyzm” wywodzi się zarówno od pesymistycznego prądu literackiego, jak i z wpływów z wczesnego romantyzmu. Powstanie tego kierunku było jednak przede wszystkim dziewiętnastowieczną reakcją na amerykański transcendentalizm, który wywodził się z Nowej Anglii i był bardzo popularny w latach od 1836 do 1840. Związani z nim byli Ralph Waldo Emerson, Henry David Thoreau i Margaret Fuller. Ruch miał wpływ na wiele dziedzin, wliczając w to literaturę.
Z czasem wielu autorów dorastających w transcendentalnej atmosferze zmieniło obrany kierunek. Niektórzy z nich jak Poe, Hawthorne czy Melville uważali jego idee za zbyt optymistyczne i egoistyczne i zareagowali zmianą przekonań w stosunku do prozy i poezji. Nowe dzieła, które składały się na ten kierunek nazwano czarnym romantyzmem. W oparciu o czarny romantyzm określa się także pisarzy jako przedstawicieli kultury powstałej z wpływów gotyku.

## Cechy
- skrajny, nadmierny
- straszno-demoniczny
- satanistyczny
- fantastyczny
- groteskowy
- dekadencki

### Opis

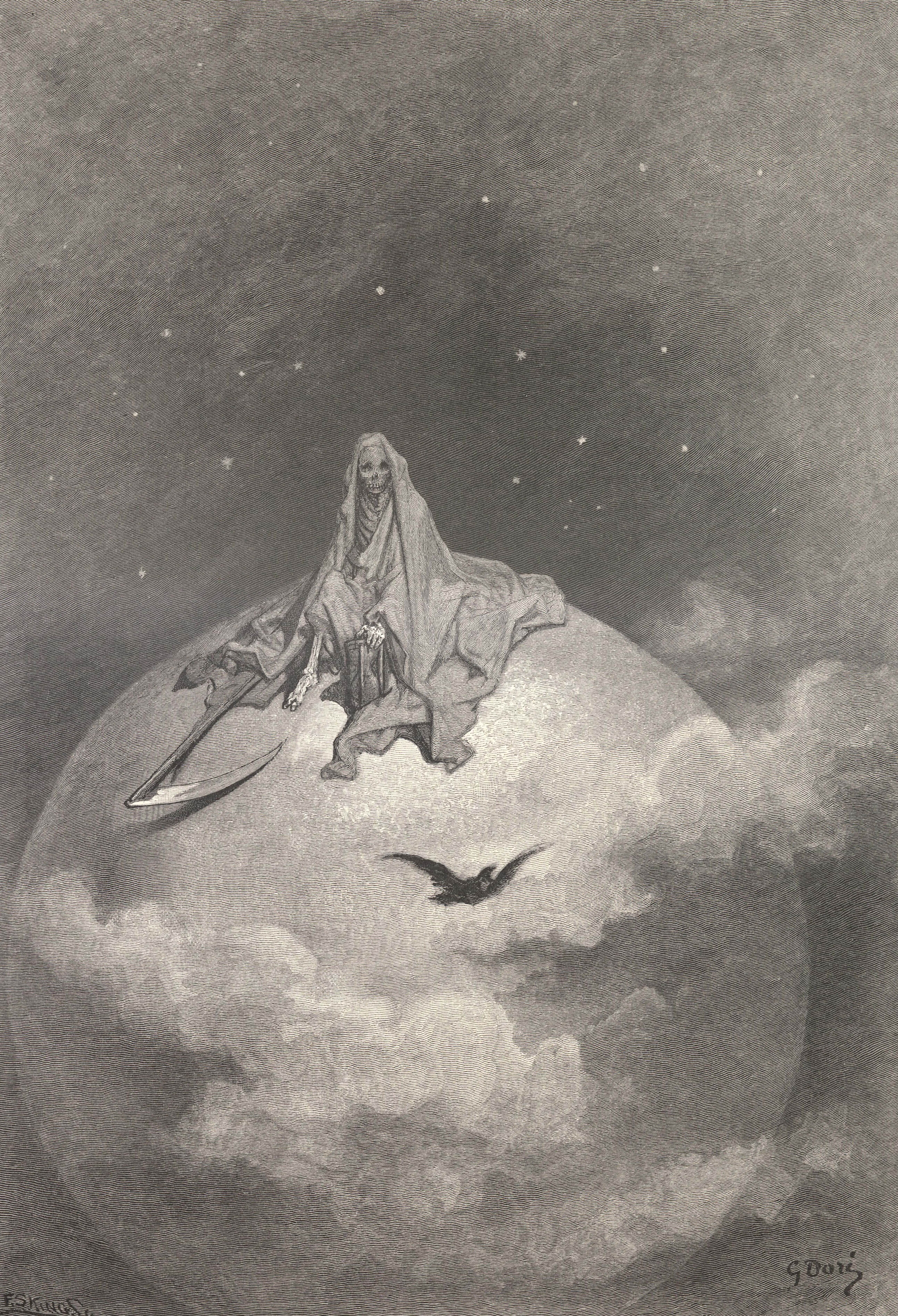
Kruk Edgara Allana Poego zilustrowany przez Gustava Doré

Wprawdzie transcendentalizm miał wpływ na niektórych przedstawicieli czarnego romantyzmu, to jednak krytycy zaobserwowali w dziełach kierunku porzucenie jego zasad w kilku kluczowych sprawach. Po pierwsze autorzy czarnego romantyzmu nie są tak entuzjastycznie nastawieni do myśli, że perfekcja jest wrodzoną cechą ludzkości, jak to miało miejsce w przypadku transcendentalizmu. Po drugie, czarny romantyzm przedstawia jednostkę jako istotę podatną na grzech i autodestrukcję, nie mającą z natury rzeczy dostępu do boskości i mądrości. G.R. Thompson opisywał tę niezgodność, oświadczając, że myśl transcendentalna wiąże się ze światem, w którym boskość jest jego nieodzowną częścią. Czarny romantyzm natomiast zaadaptował obraz antropomorficznego zła w postaci szatana, duchów, wampirów i upiorów. W obu kierunkach uwidoczniona była wiara w głęboką moc duchową natury, ale czarny romantyzm odbiera ją jako bardziej złowrogą, niż transcendentalizm, który widzi w niej bardziej boskiego i uniwersalnego mediatora. Dla przedstawicieli czarnego romantyzmu świat natury jest ciemny i tajemniczy, a gdy ujawnia on człowiekowi prawdę, jawi się jako zły i piekielny. Wreszcie, podczas gdy transcendentalizm wspiera społeczne zmiany, czarny romantyzm ukazuje często indywiduum, które zawodzi w swoich staraniach i dążeniach do zmian na lepsze.

### Odniesienia do powieści gotyckiej
Popularna w Anglii w XVIII i XIX wieku powieść gotycka była zainspirowana wieloma konwencjami, jakie można było znaleźć w czarnym romantyzmie. Powieść gotycka wywodzi się od dzieła Zamczysko w Otranto (The Castle of Otranto) z 1764, którego autorem był Horace Walpole.
Dzieła te cechowały się wszechobecną atmosferą strachu, wliczając w to elementy makabryczne i nadprzyrodzone, motywem nawiedzonych budowli lub poszukiwaniem własnej tożsamości. Krytycy często oceniali powieści gotyckie jako odznaczające się przesadnie melodramatycznymi treściami i zupełnie przewidywalną fabułą. Generalnie z takimi elementami jak ciemność i nadnaturalne zjawiska oraz z figurami i charakterami jak wampiry i maniacy, powieść gotycka jest bardziej skupiona na aspekcie strachu, niż wzory czarnego romantyzmu, bazujące na tajemnicach i sceptycyzmie w odniesieniu do człowieka.
Mimo różnic ów kierunek miał wpływ na dzieła z późniejszego okresu całego prądu literackiego, jak np. niektóre prace Edgara Allana Poego. Niektórzy autorzy epoki romantyzmu jak Lord Byron, Samuel Taylor Coleridge, Mary Shelley, John Shek czy John Polidori, którzy częściowo są wiązani z powieścią gotycką, również są wspominani w kontekście czarnego romantyzmu. Ich utwory cechują się osobistymi udrękami, motywem ludzi niedostosowanych społecznie oraz niepewnością, czy ludzka natura przynosi mu wybawienie, czy zniszczenie. Ważnym dziełem tego kierunku jest powieść romantyczna Straże nocne (Nachtwachen) niemieckiego autora Ernsta Augusta Friedricha Klingemanna, który opublikował ją pod pseudonimem Bonawentura.

### Motywy czarnego romantyzmu
- noc
- tęsknota
- rozpacz
- rezygnacja
- samobójstwo
- zło
- szaleństwo
- jawa i sen
- mury (np. zamki, klasztory, więzienia, piwnice)
- natura (morza, góry, jeziora, rzeki, ciemne lasy, polany, ale też zwierzęta, zjawiska naturalne jak mgła czy burza)
- sobowtór
- forma bajkowa
- motyw wędrowca
- motyw okna

## Przedstawiciele czarnego romantyzmu

### Podbudowa filozoficzna
- William Szekspir (1564–1616)
- Edward Young (1683–1765)
- Immanuel Kant[1] (1724–1804)
- Marquis de Sade (1740–1814)
- Ludwig Tieck (1773–1853)
- Lord Byron (1788–1824)

### W literaturze światowej
- E.T.A. Hoffmann (1776–1822)
- Jacob Grimm (1785–1863)
- Algernon Charles Swinburne (1837–1909)
- Edgar Allan Poe (1809–1849)
- Gérard de Nerval (1808–1855)
- Leconte de Lisle (1818–1894)
- Gustave Flaubert (1821–1867)
- Charles Baudelaire (1821–1867)
- Comte de Lautréamont[2] (1846–1870)

### W literaturze polskiej
- Seweryn Goszczyński (1801–1876)
- Józef Bohdan Dziekoński (1816–1855)
- Antoni Malczewski (1793–1826)
- Zygmunt Krasiński (1812–1859)
- Roman Zmorski[3] (1822–1867)

### Twórcy inspirowani czarnym romantyzmem
- Fryderyk Nietzsche
- Antoni Lange
- Tadeusz Miciński
- Joris-Karl Huysmans
- Gustav Meyrink
- James Douglas Morrison
- Stanisław Przybyszewski

## Sztandarowe dzieła z okresu czarnego romantyzmu
- Straże nocne (Ernst August Friedrich Klingemann, 1804)[4]
- Diable eliksiry (E.T.A. Hoffmann, 1816)
- Ligeia  i Upadek domu Usherów, Kruk (Edgar Allan Poe, 1838; 1845)
- The Birth-Mark (Nathaniel Hawthorne, 1843)
- Moby Dick i Bartleby the Scrivener (Herman Melville, 1851; 1856)